# Жузбаева, Гульназ
Гульназ Жузбаева — активистка за права людей с инвалидностью из Кыргызстана. В 2020 году она вошла в список «100 женщин» Би-би-си. Бывшая глава Кыргызской федерации незрячих и федерации спорта слепых, Жузбаева в 2021 году работала переводчиком Брайля. Она проводит обучение для людей с нарушениями зрения и их работодателей. Она также содиректор неправительственной организации Empower Blind People.
Училась в обычной средней школе в селе Даркан, далее в Караколе на курсах секретаря-референта, получила специальность учителя английского языка и литературы, потом — в Медакадемии на отделении сестринского дела и массажа, потом продолжила обучение за рубежом — в Индии, Швейцарии, в Луизианском центре для слепых. Среди её публичных выступлений — выступление на TEDx в Бишкеке в 2021 году и для Организации Объединённых Наций в Международный женский день в 2019 году.
У Гульназ есть сын Умар.